# Jan Burdukiewicz
Jan Michał Burdukiewicz (ur. 1950 w Połczynie-Zdroju) – polski archeolog, specjalizujący się w paleolicie w Europie, archeologii epoki kamienia; nauczyciel akademicki związany z Uniwersytetem Wrocławskim.

## Życiorys
Urodził się w 1950 roku w Połczynie-Zdroju, gdzie spędził dzieciństwo i młodość. Ukończył tam kolejno szkołę podstawową i Liceum Ogólnokształcące. Po pomyślnie zdanym egzaminie maturalnym w 1968 roku podjął studia na kierunkach: archeologia i filozofia na Wydziale Filozoficzno-Historycznym Uniwersytetu Wrocławskiego, które ukończył w 1974 roku dyplomem magisterskim. Jeszcze rok przed ukończeniem studiów rozpoczął pracę na stanowisku młodszego asystenta w Katedrze, a następnie Instytucie Archeologii Uniwersytetu Wrocławskiego, wiążąc z tą placówką naukowo-dydaktyczną całe swoje życie zawodowe i przechodząc tam przez kolejne szczeble awansu nauczyciela akademickiego takie jak: adiunkt i profesor nadzwyczajny. Na swojej macierzystej uczelni uzyskał stopnie naukowe: doktora w 1980 roku oraz w 2004 roku doktora habilitowanego nauk humanistycznych w zakresie archeologii o specjalności epoka kamienia na podstawie pracy Technokompleks mikrolityczny w paleolicie dolnym środkowej Europy. W 2014 roku prezydent Polski Bronisław Komorowski nadał mu tytuł profesora nauk humanistycznych.
Wielokrotnie przebywał na stażach naukowych w kraju (Uniwersytet Warszawski i Uniwersytet Jagielloński w Krakowie) oraz za granicą we Francji, Czechach, Wielkiej Brytanii i Niemczech. Udziela się w stowarzyszeniach naukowych takich jak: Stowarzyszenie Krzemieniarskie SKAM, Międzynarodowa Unia Nauk Pre- i Protohistorycznych, Lithic Studies Society, Society for American Archaeology, Paleoanthropology Society, Polska Akademia Nauk (Komisja Antropologii Pradziejów i Średniowiecza Komitet Nauk Pra- i Protohistorycznych). Za swoją działalność naukowo-dydaktyczną otrzymał liczne nagrody rektora Uniwersytetu Wrocławskiego, Nagrodę Ministra Edukacji Narodowej i tytuł honorowego obywatela Trzebnicy.
W swoim macierzystym instytucie jest od 2004 roku kierownikiem Zakładu Archeologii Epoki Kamienia. Ponadto w latach 2005–2012 przez dwie kadencje pełnił funkcje prodziekana do spraw nauki i studentów Wydziału Nauk Humanistycznych i Pedagogicznych Uniwersytetu Wrocławskiego. Jest członkiem Senatu Uniwersytetu Wrocławskiego oraz przewodniczącym Senackiej Komisji Nauki i Współpracy z Zagranicą. W 2013 roku był członkiem komisji ewaluacyjnej Ministerstwa Nauki i Szkolnictwa Wyższego. W 2015 roku został wybrany na stanowisko prorektora Uniwersytetu Wrocławskiego ds. współpracy z zagranicą i projektów międzynarodowych.
Wszedł w skład komitetu wspierającego kandydaturę Karola Nawrockiego na prezydenta RP w wyborach w 2025.

## Dorobek naukowy
Do najważniejszych osiągnięć Jana Burdukiewicza należą badania nad początkami zasiedlenia północnej Eurazji w okresie 0,3–1 mln lat temu. Do niedawna te obszary Eurazji, w tym ziemie polskie, uchodziły za niezamieszkane we wczesnych dziejach ludzkości. Dokonał także wielu odkryć terenowych oraz we współpracy interdyscyplinarnej i międzynarodowej badał stanowiska dolnopaleolityczne w Polsce, Niemczech, Francji, Włoszech oraz w Chinach. Ponadto wspólnie z uczonymi z Uniwersytetu w Hajfie badał stanowisko Bizat Ruhama na Pustyni Negew w Izraelu, które jest datowane na ok. 1 mln lat temu. Badania te umożliwiły mu przedstawienie nowej koncepcji początków zasiedlenia północnej Eurazji i wyodrębnienie nowej jednostki taksonomicznej, czyli dolnopaleolitycznego technokompleksu mikrolitycznego, co w poważnym stopniu zmienia koncepcję początków zasiedlenia Eurazji.
Innym nurtem jego zainteresowań jest ponowne zasiedlenie północnej Europy po ostatnim zlodowaceniu, czyli 15–10 tys. lat temu, na tle zmienności czasowo-przestrzennej środowiska. W tym zakresie opublikował kilka książek oraz wiele artykułów w języku polskim, angielskim, francuskim i niemieckim, które zainspirowały w Europie nową falę badań nad tym zagadnieniem i doczekały się licznych cytowań. Osiągnięte rezultaty badań pradziejów ziem polskich i innych krajów były przedstawiane na ponad stu konferencjach krajowych i międzynarodowych oraz w około dwustu publikacjach naukowych. Ponadto jest on autorem licznych haseł encyklopedycznych oraz artykułów popularnonaukowych, wydanych w kraju i za granicą.
Do jego ważniejszych publikacji należą:
- Paleolit schyłkowy na Dolnym Śląsku, Warszawa-Wrocław 1975.
- Najdawniejsi mieszkańcy Śląska. Epoka kamienna, Wrocław 1981.
- Późnoplejstoceńskie zespoły z jednozadziorcami w Europie Zachodniej, Wrocław 1987.
- Technokompleks mikrolityczny w paleolicie dolnym środkowej Europy, Wrocław 2003.
- The stone. Technique and technology, Wrocław 2006.

### Technokompleks mikrolityczny – fakty i mity
Opublikowana w 2003 roku książka Jana Burdukiewicza zawiera niektóre wnioski, z którymi nie mogli zgodzić się inni badacze epoki kamienia z Wielkiej Brytanii, Niemiec, Belgii, a także Warszawy, Szczecina i Gdańska.
Podczas VI Warsztatów Technologii Krzemiennej SKAM, które odbyły się w październiku 2009 roku w Małkocinie, ciekawe propozycje rozwiązania tego problemu przedstawili w swoich abstraktach Witold Migal oraz Marta Lewicka i Dariusz Korzec.
Obecnie Jan Burdukiewicz jest w trakcie przygotowywania publikacji, w której objaśnia przyczyny pojawienia się dyskusyjnych wniosków (2017).